# Sylvius Dapples
Sylvius Dapples (* 19. April 1798 in Lyon; † 7. Dezember 1870 in Lausanne; heimatberechtigt in Bremblens und Morges) war ein Schweizer Politiker.

## Leben
Dapples wurde 1798 im französischen Lyon geboren. Er war ein Mitbegründer der Waadtländer Sektion eines der ersten nationalen Wirtschaftsunternehmen, nämlich der im Jahr 1826 in Bern gegründeten Gesellschaft gegen Brandschaden. Weiter gründete er auch die Papierfabrik von La Sarraz.
Von 1831 bis 1836 und von 1841 bis 1845 hatte er Einsitz im Grossen Rat und war von 1843 bis 1845 Staatsrat des Kantons Waadt. Er vertrat liberale Grundsätze. Nach der radikalen Revolution wurde er nicht mehr wiedergewählt.
Ferner war er im Jahr 1840 Mitgründer der ebenfalls liberalen Zeitung Le Courrier suisse.
Dapples starb 1870 im Alter von 72 Jahren in Lausanne.